# Нура (Ордабасинский район)
Нура (каз. Нұра) — село в Ордабасинском районе Туркестанской области Казахстана. Входит в состав Торткольского сельского округа. Код КАТО — 514653800.

## Население
В 1999 году население села составляло 255 человек (134 мужчины и 121 женщина). По данным переписи 2009 года, в селе проживало 225 человек (113 мужчин и 112 женщин).